# Sciuro-hypnum dovrense
Sciuro-hypnum dovrense là một loài Rêu trong họ Brachytheciaceae. Loài này được (Limpr.) Draper & Hedenas mô tả khoa học đầu tiên năm 2009.